# Green Arrow
Green Arrow és un personatge de ficció de còmic i un superheroi de l'Univers DC creat per Mort Weisinger i Greg Papp, es va publicar per primera vegada a la revista de comics More Fun Còmics, núm. 73, l'any 1941.
Vestit com Robin Hood, Green Arrow (Oliver "Ollie" Queen) és un arquer que inventa fletxes de variades funcions, com ara la fletxa apegalosa, la fletxa xarxa o la fletxa  guant de boxa entre d'altres. Originàriament, moltes de les qualitats de Fletxa Verda són semblants a les de Batman. Com el Cavaller de la Nit, Green Arrow és un multimilionari que ha dedicat la seua vida a combatre el crim fins a erradicar-lo a la seua ciutat natal, Star City.

## Biografia de Ficció
Oliver Queen, no és pas un súper heroi que voli, nedi, o corri a gran velocitat, tampoc té cap gran súper poder com d'altres companys de l'univers DC. La seva gran habilitat és la del tir amb arc, aquesta arma quasi tan vella com la humanitat i la seva lluita pels drets de la gent del carrer, han fet que sigui un dels súper herois més importants del moment.
Oliver, és fill d'una família milionària de la ciutat de Star City. La seva infància i joventut fou la d'un noi de classe alta, amb diners i sense cap mena de preocupació. Això fou així fins a la mort dels seus pares en un tràgic assassinat, amb vint anys es veié obligat a fer-se càrrec de l'imperi industrial dels seus pares. La gran responsabilitat que això comportava el va portar a fugir de la ciutat i de les seves responsabilitats amb un iot direcció als mars del sud d'Amèrica. Durant una tempesta una onada el feu caure del iot, i els corrents el portaren a una illa deserta. A l'illa no hi havia cap de les comoditats a què estava acostumat i es veié obligat a fer servir les seves habilitats per sobreviure. Construí un arc per tirar fletxes de tota mena per aconseguir menjar per poder sobreviure; l'habilitat que aconseguí amb l'arc fou molt gran, fins al punt que li condicionaria la seva vida en el futur. Després d'uns mesos a l'illa, el rescataren i tornà a la seva ciutat on va tornar a dirigir les seves empreses.
A una festa de disfresses on hi havia tots els seus amics rics i ell anava disfressat de Robin Hood, evita un robatori disparant amb l'arc i les fletxes a l'atracador. La sorpresa dels convidats fou total i des d'aquell moment l'anomenaren Green Arrow.
En els seus primers vint-i-cinc anys Green Arrow no va ser un heroi important. Però a final dels 60, després de perdre tota la seua fortuna, escriptors de la companyia DC li van donar el paper de defensor dels drets civils dels treballadors i desemparats del carrer. El 1970, Green Arrow es va unir el poderós i més orientat cap a la llei i l'ordre Green Lantern en una revolucionària sèrie d'aventures d'alt contingut social que va deixar empremta entre els fans. Des de llavors, ha gaudit de gran popularitat entre l'Univers DC, i els seus escriptors li han donat un acostament urbà al personatge que manté la seua popularitat en l'actualitat.

## Personatges secundaris
- Black Canary (Canari Negra)
- Doctor Light (Doctor LLum)

## Llistat de fletxes estranyes
En dels seus primers vint-i-cinc anys Green Arrow no va ser un heroi important. Però a final dels 60, després de perdre tota la seua fortuna, escriptors de la companyia DC li van donar el paper de defensor dels drets civils dels treballadors i desemparats del carrer. El 1970, Green Arrow es va unir el poderós i més orientat cap a la llei i l'ordre Green Lantern en una revolucionària sèrie d'aventures d'alt contingut social que va deixar empremta entre els fans. Des de llavors, ha gaudit de gran popularitat entre l'Univers DC, i els seus escriptors li han donat un acostament urbà al personatge que manté la seua popularitat en l'actualitat.

## Aparicions en altres mitjans
En la sisena temporada de la sèrie televisiva "Smallville" l'actor Justin Hartley interpreta a Green Arrow. Va aparèixer en el capítol dos de l'esmentada temporada i s'ha fet un lloc com a regular a la vuitena i novena temporada de la sèrie.